# Егоров, Сергей Алексеевич
Сергей Алексеевич Его́ров (1913 — 1973) — Специалист в области проектирования подводных лодок, организации и технологии военного кораблестроения. Начальник (1950—1951) Центрального конструкторского бюро № 18 (ЦКБ МТ «Рубин»). Главный конструктор подводных лодок проекта 611, проекта 641, проекта 611бис, проекта 631, проекта 649.

## Биография
Родился в 1913 году. Окончил ЛКИ в 1936 году. После окончания института работал инженером в НИИ кораблестроения и вооружения ВМФ (НИВКе). Затем в 1939 году перешёл на работу в ЦНИИ-45 (в настоящее время ЦНИИ имени академика А. Н. Крылова). 
В 1940 году был переведен в ЦКБ-18 (ныне (ЦКБ МТ «Рубин»)) на должность старшего конструктора. Во время Великой Отечественной войны в середине 1941 года было обосновано предложение о вооружении подводных лодок специальными средствами борьбы с противолодочными кораблями. Минное устройство БСПК (оборудование подводных лодок средствами борьбы с преследующими кораблями)разрабатывалось под руководством инженера С. А. Егорова. В соответствии с решением наркома судостроительной промышленности от 1 августа 1942 года и по инициативе ЦКБ-18 начало разрабатывать проект сверхмалой подводной лодки, предназначенной для самомтоятельных действий на коммуникациях противника в прибрежных морских районах. Главным конструктором такой подводной лодки (1942 — 1943) проекта 606, а затем проекта 610 был С. А. Егоров. В 1942 году главным конструктором С. А. Егоровым был предложен проект 604 (М3-XII) подводного минного заградителя. После войны он участвовал в работах по модернизации подводных лодки лодок типа «Ленинец» II серии, являлся главным конструктором больших торпедных ПЛ подводных лодок проекта 611 с 1946 года, проекта 641 и проекта 611бис с 1951 года, ПЛ проекта 631 с 1954 года и проекта 649 с 1956 года С. А. Егоров был начальником ЦКБ-18 (ЦКБ МТ «Рубин») в 1950 — 1951 годах После 1957 перешёл работать в ЦКБ-57, ЦНИИ имени академика А. Н. Крылова, «Судпромгиз».
Умер в 1973 году.

## Награды и премии
- Сталинская премия третьей степени (1946) — за изобретение нового вида морского вооружения
- Ленинская премия (1957)
- орден Отечественной войны II степени
- орден Красной Звезды.

## Хронология
- 1947—1948 годы — проект 611 подводной лодки.
- 1946—1958 годы — проект 641 подводной лодки.
- 1950 — проект 611бис подводной лодки.